# شعيات
شعيات أو الفطريات المشعة (الاسم العلمي: Actinomycetales) هي رتبة من البكتيريا تتبع طائفة الشعاويات من شعبة البكتيريا شعاوية.
تتصف الشعاوات بتنوع عظيم وتشمل العديد من التقسيمات، وكذلك الكثير من المستفردات غير المصنَّفة، ويعود ذلك إلى صعوبة تصنيف بعض الأجناس لأن نمطها الظاهري يتغير بشدة حسب ظروف النمو. مثلاً، النوكارديا تحوي عدة أنماط ظاهرية كان يُعتقد أنها أنواع منفصلة حتى ثبت أن الفروق بينها تعتمد كلياً على ظروف نموها.
الشعاوات بكتيريا إيجابية الغرام عموماً، ولكن بعض أنواعها لها بنى معقدة في جدارها الخلوي مما يجعل تلوين غرام غير مناسب لها، كما في المتفطرات.

## رتيبات
- شعيانية

## فصائل
- شعاوية